# Don't Fool Me
Pour plus de détails, voir Fiche technique et Distribution.
Don't Fool Me (中環英雄, Zhong Huan ying xiong) est une comédie d'action hongkongaise réalisée par Herman Yau et sortie en 1991 à Hong Kong.
Elle totalise 13 402 221 HK$ au box-office.

## Synopsis
Hero Wah (Andy Lau) et Cheung Ho-kit (Tony Leung Chiu-wai) sont deux vieux amis qui se retrouvent plusieurs années plus tard. Hero est membre de la triade tandis que Kit est vendeur d'assurances. Hero désire changer de milieu et Kit est désillusionné par la vie après avoir découvert qu'il avait une « bulle » dans le cerveau qui pourrait éclater à tout moment et le tuer. Les deux décident de changer de vie, Hero rentrant dans la légalité et le vendeur d’assurances goûtant au monde des triades. En plus d'une nouvelle vie, les deux amis trouvent également un nouvel amour.

## Fiche technique
- Titre original : 中環英雄
- Titre international : Don't Fool Me
- Réalisation : Herman Yau
- Scénario : Rico Chung et Lam Chiu-wing
- Photographie : Puccini Yu
- Montage : Ma Chung-yiu
- Musique : Shui Jing-mai
- Production : Taylor Wong
- Société de production : Wing Fat Film Production
- Société de distribution : D&B Films Distribution
- Pays d'origine :  Hong Kong
- Langue originale : cantonais
- Format : couleur
- Genre : Comédie, action et film de gangsters
- Durée : 98 minutes
- Dates de sortie :
  - Hong Kong : 2 mars 1991
  - Corée du Sud : 18 mai 1991
  - Taïwan : 9 décembre 1991

## Distribution
- Andy Lau : Hero Wah
- Tony Leung Chiu-wai : Cheung Ho-kit
- Teresa Mo : Miss Mui
- Fennie Yuen : Fanny
- Charine Chan : Margaret
- Michael Chan (en) : le père de Fanny
- Shing Fui-on : Po le fou
- Tien Feng : Yip Chi-mei
- Anthony Wong : Su, le frère de Tortue
- Gabriel Wong : Tortue
- Stuart Ong : Mr Yung
- Yau Kin-kwok : le garde du corps
- Jeffrey Lam : Grand frère au bar
- Chow Mei-yan : le journaliste
- Sin Kwok-wah
- Hoi Sang Lee (en) : Grande bouche
- Leung Sap-yat
- Shui Jing-mai
- Wong Chi-keung : le chef de Chaozhou
- Au Siu-hei
- Kam Yat-lung
- Nip Pang-fung
- Bruce Law : Frère Nut
- James Ha : un homme de main de Po le fou
- Tsang Kan-wing : un officier de police
- Sham Chin-po : un voleur
- Hau Woon-ling : le médium du temple
- Garry Chan : le conducteur en colère
- Chan King : un commis de casino
- Anthony Cho : un voyou
- Steve Mak : un voyou
- Choi Kwok-keung : un voleur
- Ho Wing-cheung : un voleur
- Fung Man-kwong : un voleur